# 格拉博瓦河
54°25′59″N 16°23′18″E / 54.43306°N 16.38833°E
格拉博瓦河（波蘭語：Grabowa）是波蘭的河流，位於該國北部，處於波美拉尼亞，屬於維普扎河的支流，河道全長74公里，流域面積536平方公里，發源自斯瓦夫諾附近。